# Plymouth Acclaim
La Acclaim è un'autovettura mid-size prodotta dalla Plymouth dal 1988 al 1995.
Il modello apparve nel model year 1989 e sostituì la Caravelle. Le altre vetture del gruppo Chrysler che condividevano il pianale AA con la Acclaim furono la Dodge Spirit, la Chrysler Saratoga e la Chrysler LeBaron. I quattro modelli erano molto simili anche esteriormente. La Acclaim fu offerta con un solo tipo di carrozzeria, berlina quattro porte,  e venne assemblata a Newwark, nel Delaware, ed a Toluca, in Messico.
La Acclaim fu offerta con tre livelli di allestimento: base, LE ed LX. Questi ultimi due furono offerti fino al 1992, mentre quello base fu disponibile fino al 1995. Circa l'85% delle Acclaim furono ordinate con quest'ultimo allestimento. A differenza delle Spirit, per le Acclaim non venne preparata una versione ad alte prestazioni.
I motori disponibili furono un quattro cilindri in linea da 2,5 L di cilindrata e 100 CV di potenza con alimentazione ad iniezione a corpo farfallato, ed un V6 da 3 L e 141 CV ad iniezione multipoint. Solo dal 1989 al 1992 fu offerta una versione turbocompressa del propulsore da 2,5 L, che erogava 150 CV. Dal 1993 al 1995 sulle Acclaim fu invece disponibile un motore Flex che funzionava anche con metanolo e che sviluppava 107 CV. Molti esemplari che erano equipaggiati con il motore da 2,5 L normalmente aspirato, avevano installato un cambio automatico a quattro rapporti. Gli altri cambi disponibili sulla Acclaim furono una trasmissione manuale a cinque rapporti ed un cambio automatico a tre marce. Il motore era montato anteriormente e la trazione era all’avantreno.
Durante il periodo in cui fu assemblata, la Acclaim fu oggetto di aggiornamenti secondari e quindi il modello restò pressoché invariato. La Acclaim fu sostituita dalla Plymouth Breeze nel 1996, quindi un anno dopo l'uscita di produzione. Di Acclaim furono prodotti in totale 470.489 esemplari.